# Adéla Bělíková
Adéla Bělíková (25. října 1910 – ???) byla česká a československá politička a poslankyně Prozatímního Národního shromáždění za Československou sociální demokracii.

## Biografie
V letech 1945–1946 byla poslankyní Prozatímního Národního shromáždění za sociální demokraty. V parlamentu setrvala až do parlamentních voleb v roce 1946.